# Jesús María Semprún
Jesús María Semprún é um município da Venezuela localizado no estado de Zulia.
A capital do município é a cidade de Casigua El Cubo.